# Robert Wallet
Pour les articles homonymes, voir Wallet.
Robert Wallet , né le 5 mai 1888 dans le 17e arrondissement de Paris et mort le 18 avril 1977 à Clichy, est un joueur de tennis français. 

## Biographie
Robert Wallet est le fils d'Henri Wallet et le frère de Philippe Wallet. Il épouse Gabrielle de Cholet, veuve d'Henry Jahan.
Formé à Janson-de-Sailly, il est affilié à la Société des Sports de l'île de Puteaux.
Il a notamment atteint les finales du Championnat de France 1907 en simple et double messieurs, et remporté le double mixte.
Il compte à son palmarès de nombreuses victoires en France et en Suisse.

## Palmarès (partiel)

### Finale en simple messieurs
|   | Date       | Nom et lieu du tournoi       | Cat. | Surf.        | Vainqueur   | Score         |
| 1 | 16/06/1907 | Championnat de France, Paris |      | Terre (ext.) | Max Decugis | 6-0, 6-3, 6-1 |

### Titre en double mixte
|   | Date | Nom et lieu du tournoi       | Cat. | Surf.        | Partenaire    | Finalistes                   | Score    |
| 1 | 1907 | Championnat de France, Paris |      | Terre (ext.) | Adrienne Péan | Thérèse de Kermel Jean Porée | 6-3, 6-5 |